# Pont de Kesklinn
Le pont de Kesklinn  (en estonien : Kesklinna sild) ou vieux pont  (en estonien : Vanasild) est un pont de Pärnu en Estonie.

## Présentation
Le pont à Pärnu sur la fleuve Pärnu est situé au début de la rue Tallinna maantee.
Le pont est situé à environ 20 mètres en amont de l'emplacement de l'historique Pont en Cuir et du Pont en bois, sur le site de l'ancien Grand pont. Le pont a été inauguré en 1956.
La ville de Pärnu a un plan pour passer le pont Kesklinn à trois voies, car la charge de trafic sur le pont est élevée et l'installation est en plutôt mauvais état. En même temps, il est également prévu de construire un troisième pont sur la fleuve Pärnu dans un proche avenir, et la ville n'a pas l'argent pour les deux.
À partir de 2021, la ville préfère d'abord construire le troisième pont, puis de réparer en profondeur le pont de Kesklinn,.

## Histoire
La conception du pont a commencé en 1948. Le pont a été conçu à Leningrad et les piliers de l'ancien Grand Pont ont été utilisés dans la construction du pont.
Une chaussée de 6 mètres de large et deux trottoirs de 1,7 mètre de large ont été prévus pour le pont.
La construction du pont a commencé en janvier 1954 et le pont a été ouvert le 31 décembre 1956.
La première voiture à traverser le nouveau pont était un taxi conduit par Abram Ratut,.
L'ouvrage devait être un pont levant, mais afin d'économiser du métal, la plaque de route en métal a été remplacée par une plaque massive en béton armé, dont le poids ne pouvait pas supporter le mécanisme d'ouverture du pont.
Le pont s'est ouvert trois fois puis est resté en position semi-ouverte.
Avec l'aide d'un poids supplémentaire, le volet du pont a été rabaissé.
On dit que le poids utilisé était celui d'un char de garnison russe.
Le mécanisme d'ouverture du pont a été endommagé à un point que le tablier ouvrant a été fixé définitivement.
Le pont a été rénové en 1995 et en 2010.

## Galerie

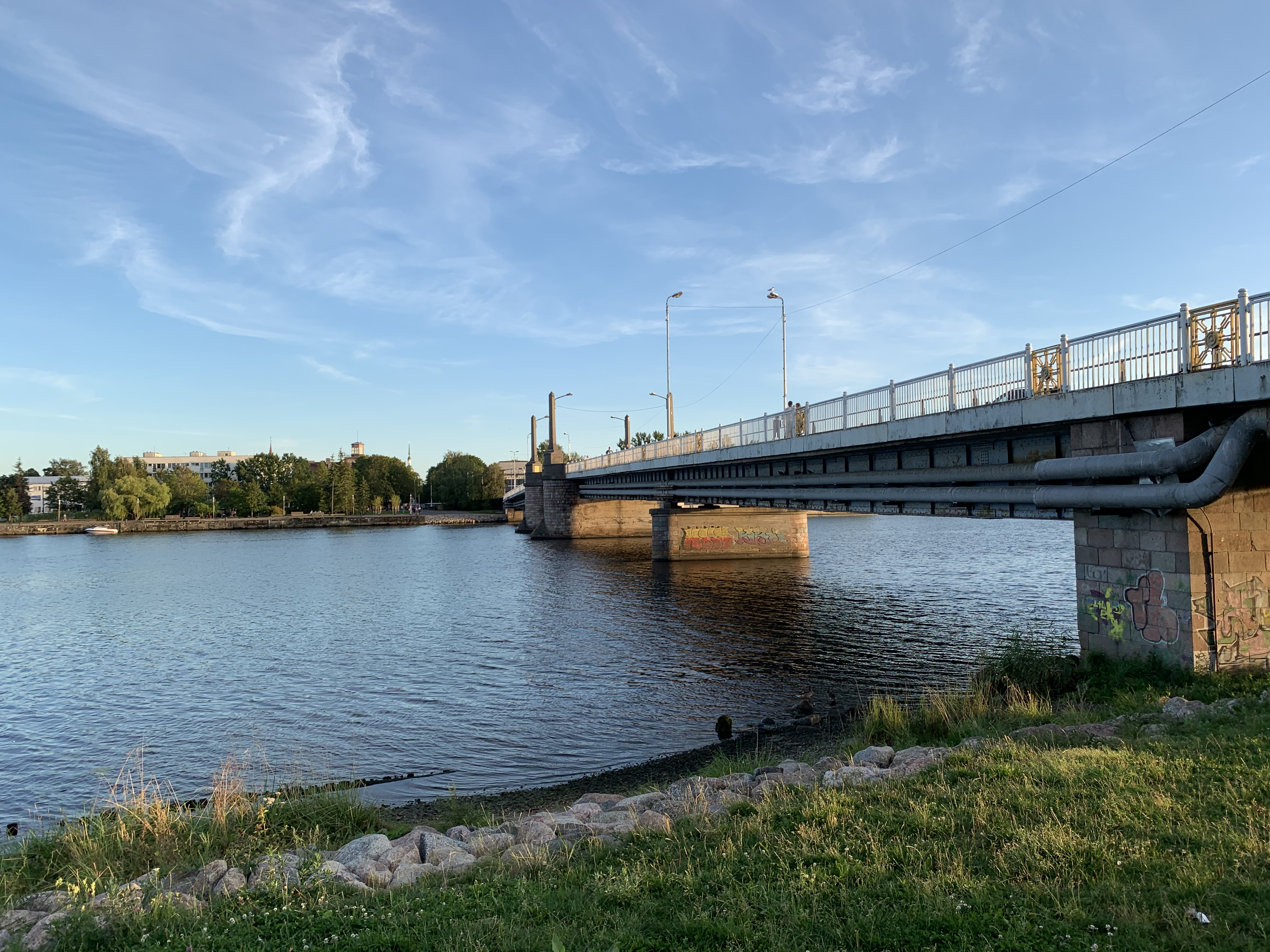
Le pont en 2019.
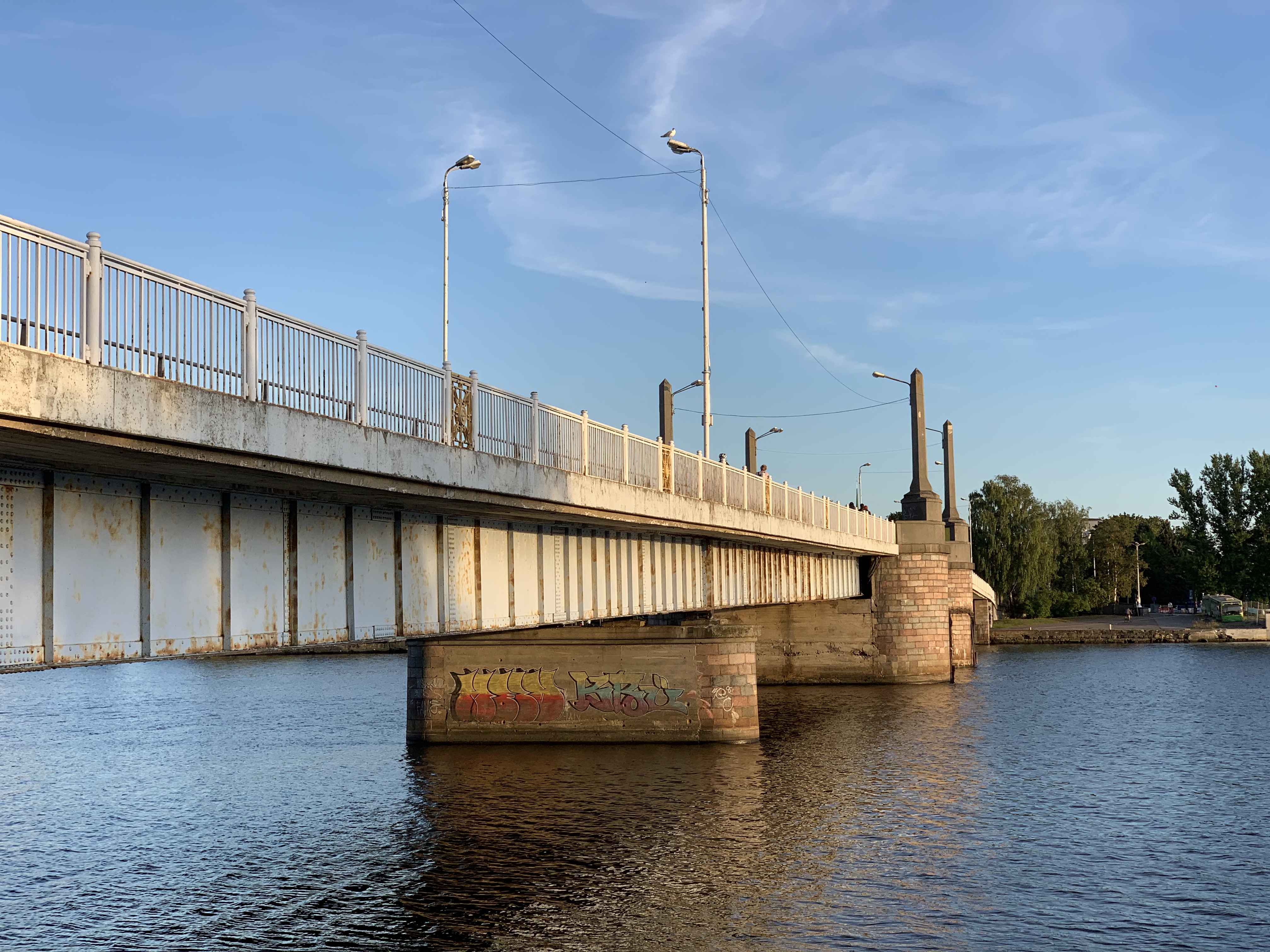
Le pont en 2019.
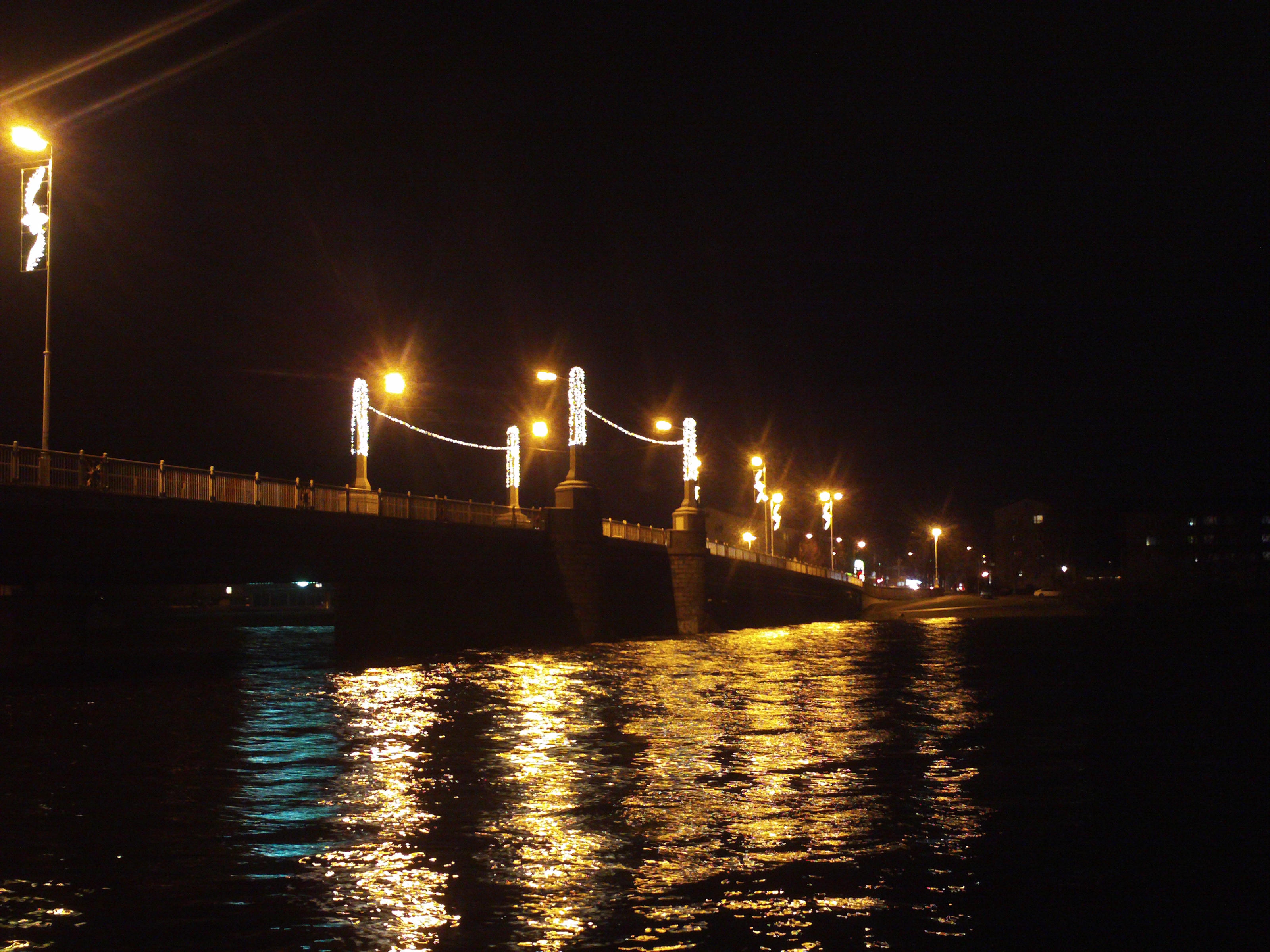
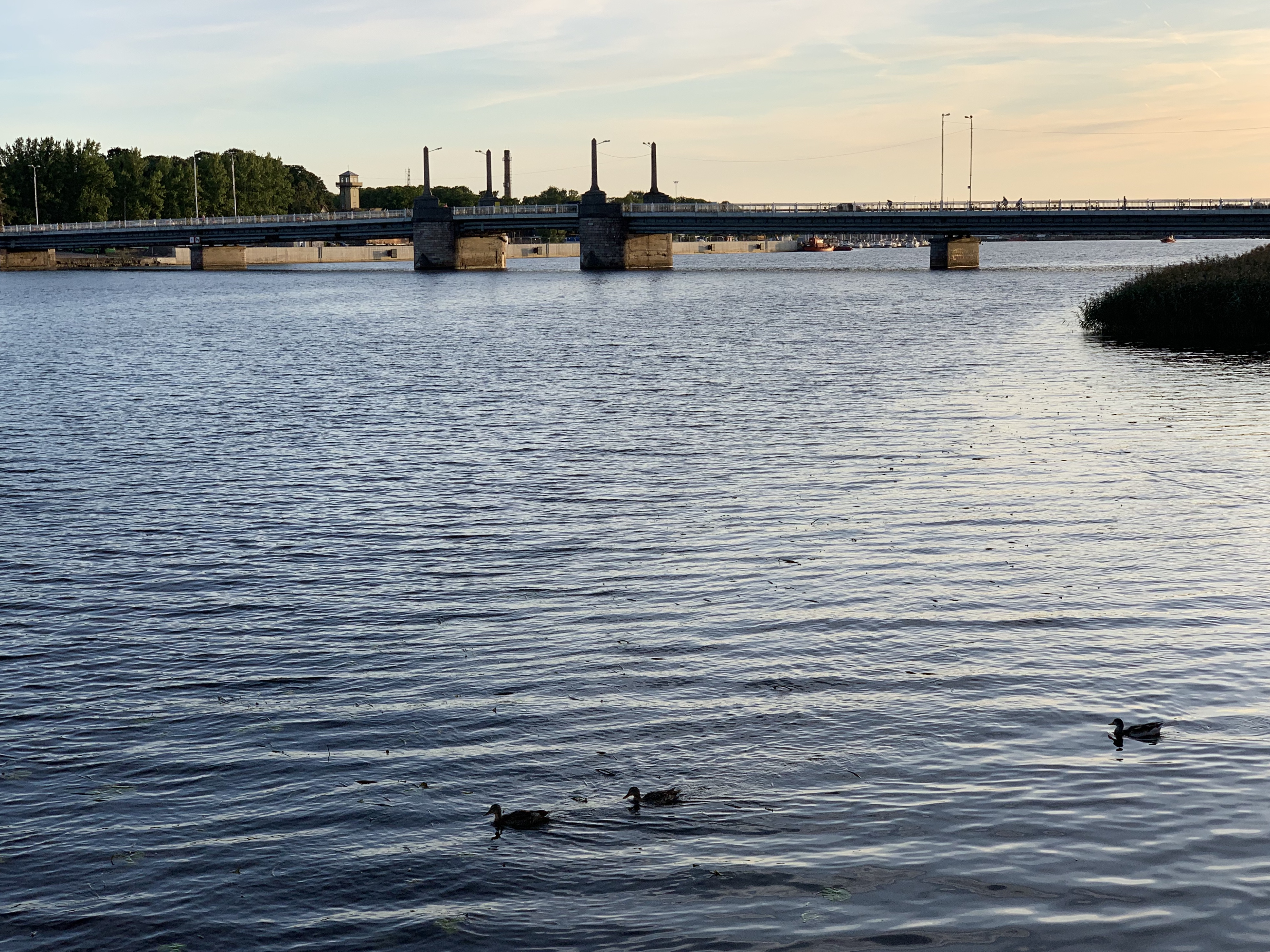